# 2010-es magyar vívóbajnokság
A 2010-es magyar vívóbajnokság a százötödik magyar bajnokság volt. A női és férfi tőrbajnokságot december 13-án rendezték meg, a női és férfi párbajtőrbajnokságot december 11-én, a női és férfi kardbajnokságot pedig december 18-án, mindet Budapesten, az Angyalföldi Sportközpontban.

## Eredmények
| Versenyszám          | Arany                      | Arany | Ezüst                          | Ezüst | Bronz                                                    | Bronz |
| -------------------- | -------------------------- | ----- | ------------------------------ | ----- | -------------------------------------------------------- | ----- |
| Férfi tőrvívás       | Bíró Péter Újpesti TE      |       | Zalaba Péter MTK-Erzsébetváros |       | Gátai Róbert MTK-ErzsébetvárosSzabados Kristóf Csata DSE |       |
| Férfi párbajtőrvívás | Boczkó Gábor Bp. Honvéd    |       | Csobó Dávid PTE-Pécsi EAC      |       | Imre Géza Bp. HonvédRédli András Balaton VK              |       |
| Férfi kardvívás      | Lontay Balázs BVSC-Zugló   |       | Hamar Balázs Újpesti TE        |       | Gémesi Csanád Gödöllői EACNemcsik Zsolt Vasas SC         |       |
| Női tőrvívás         | Varga Gabriella Bp. Honvéd |       | Mohamed Aida Törekvés SE       |       | Knapek Edina Bp. HonvédKreiss Fanni Újpesti TE           |       |
| Női párbajtőrvívás   | Szász Emese Vasas SC       |       | Tóth Hajnalka BVSC-Zugló       |       | Antal Edina Vasas SCBukócki Bianka BVSC-Zugló            |       |
| Női kardvívás        | Benkó Réka Gödöllői EAC    |       | Garam Nóra BSE                 |       | Kerecsényi-Fodor Georgina Gödöllői EACPető Réka BSE      |       |